# Denmark Open
Die Denmark Open, auch als Danish Open oder Internationale Meisterschaften von Dänemark bekannt, sind ein jährlich stattfindendes hochrangiges internationales Badmintonturnier in Odense. Die erste Austragung war 1935. Durch den Zweiten Weltkrieg wurde die Turnierserie unterbrochen. Der Platz der Denmark Open im internationalen Badminton-Kalenderjahr wechselte mehrfach. Lange Zeit war der März in Verbindung mit den All England der angestammte Platz der Wettbewerbe, ehe es 1986 zu einer Verschiebung in den Herbst kam.

## Austragungsorte
- 1936–1939, 1946–1984: Kopenhagen (1953: Dezember, 1966–1984: Frühjahr – meist März)
- 1990: Aabenraa (Oktober)
- 1991: Solrød (Oktober)
- 1985, 1986, 1992: Aalborg (1985: März, 1986, 1992: Oktober)
- 1989, 1993: Højbjerg (Aarhus)(Oktober)
- 1987, 1994: Esbjerg (Oktober)
- 1996: Middelfart (Oktober)
- 1997–1999: Vejle (Oktober)
- 2000–2002: Farum (Oktober–November)
- 2003–2006: Aarhus (September–November)
- 1988, 1995, seit 2007: Odense (Oktober)

## Die Sieger
| Saison    | Herreneinzel             | Dameneinzel           | Herrendoppel                                   | Damendoppel                            | Mixed                                       |
| --------- | ------------------------ | --------------------- | ---------------------------------------------- | -------------------------------------- | ------------------------------------------- |
| 1936      | Poul Vagn Nielsen        | Ruth Frederiksen      | Aksel Hansen Sven Strømann                     | Tonny Olsen Bodil Riise                | Poul Vagn Nielsen Ruth Frederiksen          |
| 1937      | Maurice Field            | Tonny Olsen           | Thomas Boyle K. Woods                          | Ruth Dalsgaard Dorothy Graham          | Thomas Boyle Olive Wilson                   |
| 1938      | Ong Hock Sim             | Daphne Young          | Carl Frøhlke Tage Madsen                       | Tonny Olsen Bodil Riise                | Ong Hock Sim Mavis Green                    |
| 1939      | Tage Madsen              | Tonny Olsen           | Ralph Nichols Raymond M. White                 | Queenie Allen Ruth Dalsgaard           | Ralph Nichols Betsy Staples                 |
| 1940 1945 | nicht ausgetragen        | nicht ausgetragen     | nicht ausgetragen                              | nicht ausgetragen                      | nicht ausgetragen                           |
| 1946      | Conny Jepsen             | Tonny Ahm             | Preben Dabelsteen Jørn Skaarup                 | Tonny Ahm Kirsten Thorndahl            | Tage Madsen Kirsten Thorndahl               |
| 1947      | Poul Holm                | Tonny Ahm             | Preben Dabelsteen Jørn Skaarup                 | Aase Schiøtt Jacobsen Marie Ussing     | Tage Madsen Kirsten Thorndahl               |
| 1948      | Jørn Skaarup             | Tonny Ahm             | Børge Frederiksen Tage Madsen                  | Tonny Ahm Kirsten Thorndahl            | Tage Madsen Kirsten Thorndahl               |
| 1949      | David G. Freeman         | Tonny Ahm             | Ooi Teik Hock Teoh Seng Khoon                  | Tonny Ahm Kirsten Thorndahl            | Chan Kon Leong Tonny Ahm                    |
| 1950      | Nils Jonson              | Tonny Ahm             | Arve Lossmann John Nygaard                     | Tonny Ahm Kirsten Thorndahl            | Børge Frederiksen Tonny Ahm                 |
| 1951      | Wong Peng Soon           | Tonny Ahm             | Ong Poh Lim Ismail Marjan                      | Tonny Ahm Kirsten Thorndahl            | Arve Lossmann Kirsten Thorndahl             |
| 1952      | Jørn Skaarup             | Aase Schiøtt Jacobsen | Ong Poh Lim Ismail Marjan                      | Tonny Ahm Kirsten Thorndahl            | David Choong Tonny Ahm                      |
| 1953      | Eddy Choong              | Aase Schiøtt Jacobsen | David Choong Eddy Choong                       | Iris Cooley June White                 | Eddy Choong Agnete Friis                    |
| 1954 1955 | nicht ausgetragen        | nicht ausgetragen     | nicht ausgetragen                              | nicht ausgetragen                      | nicht ausgetragen                           |
| 1956      | Finn Kobberø             | Aase Schiøtt Jacobsen | Jørgen Hammergaard Hansen Finn Kobberø         | Anni Jørgensen Kirsten Thorndahl       | Jørn Skaarup Anni Jørgensen                 |
| 1957 1965 | nicht ausgetragen        | nicht ausgetragen     | nicht ausgetragen                              | nicht ausgetragen                      | nicht ausgetragen                           |
| 1966      | Svend Pri                | Lizbeth von Barnekow  | Ng Boon Bee Tan Yee Khan                       | Karin Jørgensen Ulla Strand            | Finn Kobberø Ulla Strand                    |
| 1967      | Tan Aik Huang            | Noriko Takagi         | Ng Boon Bee Tan Yee Khan                       | Noriko Takagi Hiroe Amano              | Svend Pri Ulla Strand                       |
| 1968      | Erland Kops              | Eva Twedberg          | Ippei Kojima Issei Nichino                     | Noriko Takagi Hiroe Amano              | Per Walsøe Pernille Mølgaard Hansen         |
| 1969      | Svend Pri                | Hiroe Yuki            | Ippei Kojima Bjarne Andersen                   | Noriko Takagi Hiroe Yuki               | Henning Borch Imre Rietveld Nielsen         |
| 1970      | Ippei Kojima             | Eva Twedberg          | Henning Borch Erland Kops                      | Etsuko Takenaka Machiko Aizawa         | Klaus Kaagaard Ulla Strand                  |
| 1971      | Rudy Hartono             | Noriko Takagi         | Ng Boon Bee Punch Gunalan                      | Noriko Takagi Hiroe Yuki               | Svend Pri Ulla Strand                       |
| 1972      | Svend Pri                | Eva Twedberg          | Ng Boon Bee Punch Gunalan                      | Noriko Nakayama Hiroe Yuki             | Wolfgang Bochow Marieluise Wackerow         |
| 1973      | Rudy Hartono             | Hiroe Yuki            | Tjun Tjun Johan Wahjudi                        | Joke van Beusekom Marjan Luesken       | Elo Hansen Ulla Strand                      |
| 1974      | Svend Pri                | Hiroe Yuki            | Tjun Tjun Johan Wahjudi                        | Machiko Aizawa Etsuko Takenaka         | Elo Hansen Ulla Strand                      |
| 1975      | Rudy Hartono             | Lene Køppen           | Tjun Tjun Johan Wahjudi                        | Imelda Wiguna Theresia Widiastuti      | Tjun Tjun Regina Masli                      |
| 1976      | Svend Pri                | Lene Køppen           | David Eddy Eddy Sutton                         | Joke van Beusekom Marjan Luesken       | Steen Skovgaard Lene Køppen                 |
| 1977      | Flemming Delfs           | Hiroe Yuki            | Bengt Fröman Thomas Kihlström                  | Barbara Giles Jane Webster             | Steen Skovgaard Lene Køppen                 |
| 1978      | Liem Swie King           | Lene Køppen           | Steen Skovgaard Flemming Delfs                 | Verawaty Wiharjo Imelda Wiguna         | Steen Skovgaard Lene Køppen                 |
| 1979      | Flemming Delfs           | Lene Køppen           | Masao Tsuchida Yoshitaka Iino                  | Mikiko Takada Atsuko Tokuda            | Ray Stevens Nora Perry                      |
| 1980      | Prakash Padukone         | Ivanna Lie            | Steen Skovgaard Flemming Delfs                 | Gillian Gilks Nora Perry               | Mike Tredgett Nora Perry                    |
| 1981      | Morten Frost             | Lene Køppen           | Ade Chandra Christian Hadinata                 | Nora Perry Jane Webster                | Mike Tredgett Nora Perry                    |
| 1982      | Morten Frost             | Wu Jianqiu            | Park Joo-bong Lee Eun-ku                       | Lin Ying Wu Dixi                       | Thomas Kihlström Nora Perry                 |
| 1983      | Morten Frost             | Qian Ping             | Thomas Kihlström Stefan Karlsson               | Kim Yun-ja Yoo Sang-hee                | Thomas Kihlström Nora Perry                 |
| 1984      | Morten Frost             | Kirsten Larsen        | Park Joo-bong Kim Moon-soo                     | Kim Yun-ja Yoo Sang-hee                | Martin Dew Gillian Gilks                    |
| 1985      | Morten Frost             | Zheng Yuli            | Li Yongbo Tian Bingyi                          | Kim Yun-ja Yoo Sang-hee                | Dipak Tailor Nora Perry                     |
| 1986      | Morten Frost             | Zheng Yuli            | Li Yongbo Tian Bingyi                          | Gillian Clark Gillian Gowers           | Martin Dew Gillian Gilks                    |
| 1987      | Torben Carlsen           | Lee Young-suk         | Razif Sidek Jalani Sidek                       | Atsuko Tokuda Yoshiko Tago             | Mark Christiansen Maria Bengtsson           |
| 1988      | Poul-Erik Høyer Larsen   | Li Lingwei            | Li Yongbo Tian Bingyi                          | Lin Ying Guan Weizhen                  | Jesper Knudsen Nettie Nielsen               |
| 1989      | Morten Frost             | Tang Jiuhong          | Li Yongbo Tian Bingyi                          | Lin Ying Guan Weizhen                  | Jesper Knudsen Nettie Nielsen               |
| 1990      | Poul-Erik Høyer Larsen   | Tang Jiuhong          | Li Yongbo Tian Bingyi                          | Lotte Olsen Dorte Kjær                 | Thomas Lund Pernille Dupont                 |
| 1991      | Hermawan Susanto         | Susi Susanti          | Zheng Yumin Huang Zhanzhong                    | Nettie Nielsen Gillian Gowers          | Thomas Lund Pernille Dupont                 |
| 1992      | Darren Hall              | Susi Susanti          | Thomas Lund Jon Holst-Christensen              | Lim Xiaoqing Christine Magnusson       | Thomas Lund Pernille Dupont                 |
| 1993      | Poul-Erik Høyer Larsen   | Ye Zhaoying           | Thomas Lund Jon Holst-Christensen              | Lisbet Stuer-Lauridsen Lotte Olsen     | Thomas Lund Catrine Bengtsson               |
| 1994      | Poul-Erik Høyer Larsen   | Camilla Martin        | Denny Kantono Antonius Budi Ariantho           | Lim Xiaoqing Christine Magnusson       | Thomas Lund Marlene Thomsen                 |
| 1995      | Poul-Erik Høyer Larsen   | Lim Xiaoqing          | Thomas Lund Jon Holst-Christensen              | Lisbet Stuer-Lauridsen Marlene Thomsen | Chen Xingdong Peng Xinyong                  |
| 1996      | Thomas Stuer-Lauridsen   | Gong Zhichao          | Thomas Stavngaard Jim Laugesen                 | Rikke Olsen Helene Kirkegaard          | Michael Søgaard Rikke Olsen                 |
| 1997      | Dong Jiong               | Camilla Martin        | Jon Holst-Christensen Michael Søgaard          | Ann Jørgensen Majken Vange             | Jens Eriksen Marlene Thomsen                |
| 1998      | Peter Gade               | Camilla Martin        | Ricky Subagja Rexy Mainaky                     | Qin Yiyuan Tang Hetian                 | Jon Holst-Christensen Ann Jørgensen         |
| 1999      | Poul-Erik Høyer Larsen   | Camilla Martin        | Martin Lundgaard Hansen Lars Paaske            | Gao Ling Qin Yiyuan                    | Liu Yong Ge Fei                             |
| 2000      | Peter Gade               | Zhou Mi               | Eng Hian Flandy Limpele                        | Chen Lin Jiang Xuelian                 | Michael Søgaard Rikke Olsen                 |
| 2001      | Bao Chunlai              | Camilla Martin        | Martin Lundgaard Hansen Lars Paaske            | Helene Kirkegaard Rikke Olsen          | Tri Kusharyanto Emma Ermawati               |
| 2002      | Chen Hong                | Camilla Martin        | Ha Tae-kwon Kim Dong-moon                      | Wei Yili Zhao Tingting                 | Kim Dong-moon Hwang Yu-mi                   |
| 2003      | Lin Dan                  | Gong Ruina            | Ha Tae-kwon Kim Dong-moon                      | Yang Wei Zhang Jiewen                  | Kim Dong-moon Ra Kyung-min                  |
| 2004      | Lin Dan                  | Xie Xingfang          | Lars Paaske Jonas Rasmussen                    | Wei Yili Zhao Tingting                 | Chen Qiqiu Zhao Tingting                    |
| 2005      | Lee Chong Wei            | Pi Hongyan            | Chan Chong Ming Koo Kien Keat                  | Kumiko Ogura Reiko Shiota              | Thomas Laybourn Kamilla Rytter Juhl         |
| 2006      | Chen Hong                | Jiang Yanjiao         | Lars Paaske Jonas Rasmussen                    | Kamila Augustyn Nadieżda Kostiuczyk    | Anthony Clark Donna Kellogg                 |
| 2007      | Lin Dan                  | Lu Lan                | Koo Kien Keat Tan Boon Heong                   | Yang Wei Zhang Jiewen                  | He Hanbin Yu Yang                           |
| 2008      | Peter Gade               | Wang Lin              | Markis Kido Hendra Setiawan                    | Wong Pei Tty Chin Eei Hui              | Joachim Fischer Nielsen Christinna Pedersen |
| 2009      | Simon Santoso            | Tine Rasmussen        | Koo Kien Keat Tan Boon Heong                   | Zhang Yawen Pan Pan                    | Joachim Fischer Nielsen Christinna Pedersen |
| 2010      | Jan Ø. Jørgensen         | Wang Yihan            | Mathias Boe Carsten Mogensen                   | Miyuki Maeda Satoko Suetsuna           | Thomas Laybourn Kamilla Rytter Juhl         |
| 2011      | Chen Long                | Wang Xin              | Jung Jae-sung Lee Yong-dae                     | Wang Xiaoli Yu Yang                    | Joachim Fischer Nielsen Christinna Pedersen |
| 2012      | Lee Chong Wei            | Saina Nehwal          | Shin Baek-cheol Yoo Yeon-seong                 | Ma Jin Tang Jinhua                     | Xu Chen Ma Jin                              |
| 2013      | Chen Long                | Wang Yihan            | Lee Yong-dae Yoo Yeon-seong                    | Bao Yixin Tang Jinhua                  | Zhang Nan Zhao Yunlei                       |
| 2014      | Chen Long                | Li Xuerui             | Fu Haifeng Zhang Nan                           | Wang Xiaoli Yu Yang                    | Xu Chen Ma Jin                              |
| 2015      | Chen Long                | Li Xuerui             | Lee Yong-dae Yoo Yeon-seong                    | Jung Kyung-eun Shin Seung-chan         | Ko Sung-hyun Kim Ha-na                      |
| 2016      | Tanongsak Saensomboonsuk | Akane Yamaguchi       | Goh V Shem Tan Wee Kiong                       | Misaki Matsutomo Ayaka Takahashi       | Joachim Fischer Nielsen Christinna Pedersen |
| 2017      | K. Srikanth              | Ratchanok Intanon     | Liu Cheng Zhang Nan                            | Lee So-hee Shin Seung-chan             | Tang Chun Man Tse Ying Suet                 |
| 2018      | Kento Momota             | Tai Tzu-ying          | Markus Fernaldi Gideon Kevin Sanjaya Sukamuljo | Yuki Fukushima Sayaka Hirota           | Zheng Siwei Huang Yaqiong                   |
| 2019      | Kento Momota             | Tai Tzu-ying          | Markus Fernaldi Gideon Kevin Sanjaya Sukamuljo | Baek Ha-na Jung Kyung-eun              | Praveen Jordan Melati Daeva Oktavianti      |
| 2020      | Anders Antonsen          | Nozomi Okuhara        | Marcus Ellis Chris Langridge                   | Yuki Fukushima Sayaka Hirota           | Mark Lamsfuß Isabel Herttrich               |
| 2021      | Viktor Axelsen           | Akane Yamaguchi       | Takuro Hoki Yugo Kobayashi                     | Huang Dongping Zheng Yu                | Yuta Watanabe Arisa Higashino               |
| 2022      | Shi Yuqi                 | He Bingjiao           | Fajar Alfian Muhammad Rian Ardianto            | Chen Qingchen Jia Yifan                | Zheng Siwei Huang Yaqiong                   |
| 2023      | Weng Hongyang            | Chen Yufei            | Aaron Chia Soh Wooi Yik                        | Chen Qingchen Jia Yifan                | Feng Yanzhe Huang Dongping                  |
| 2024      | Anders Antonsen          | Wang Zhiyi            | Liang Weikeng Wang Chang                       | Rin Iwanaga Kie Nakanishi              | Feng Yanzhe Huang Dongping                  |